# Hipòtesi dels lemniscs

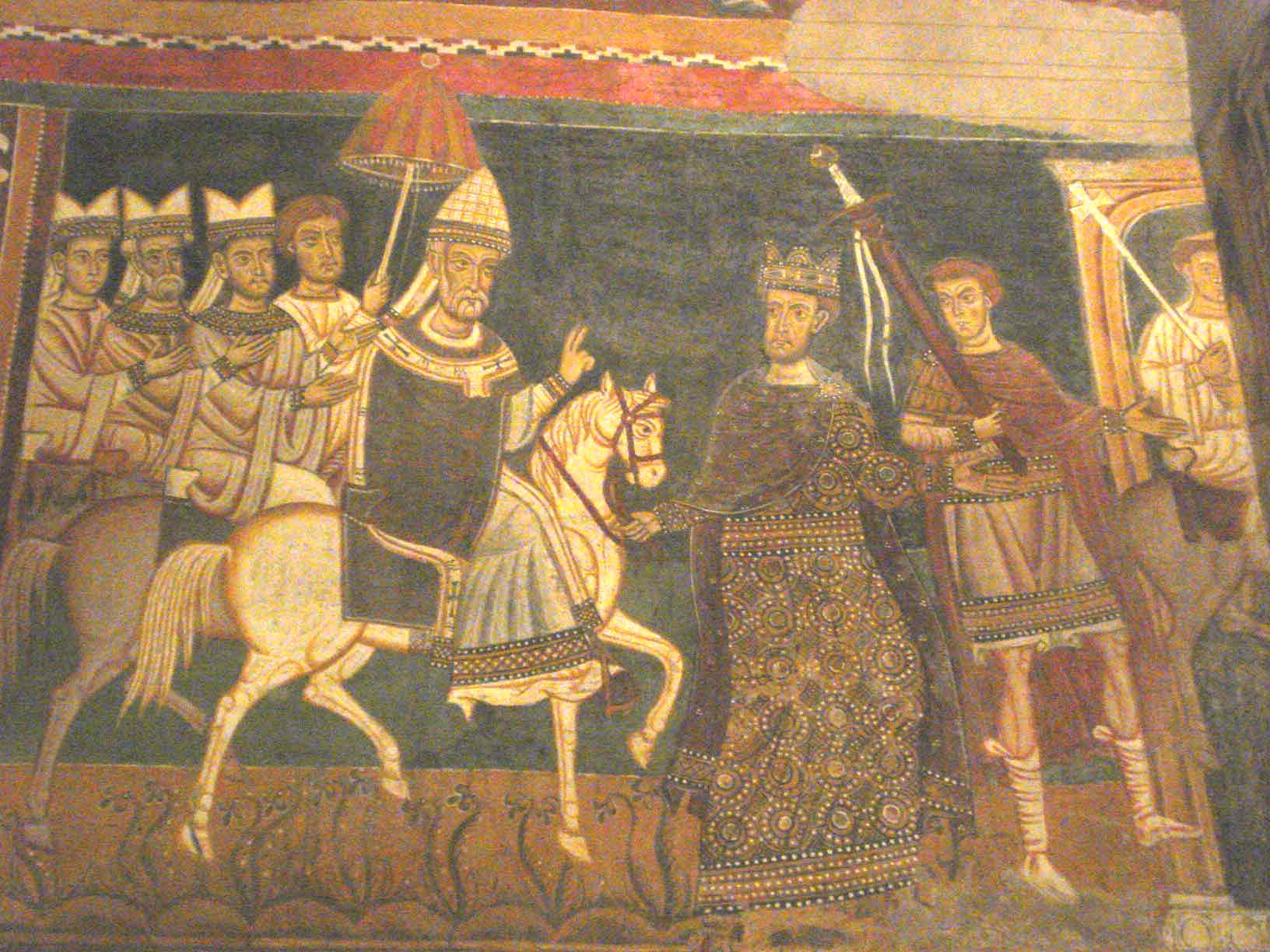
Lumbraculum o pavelló papal roig i daurat. Pintura al fresc de la capella de Sant Silvestre a la Basílica dels Quatre Sants (Roma). Els frescos foren pintats el 1246, durant les lluites polítiques d'Innocenci IV contra l'excomulgat emperador Frederic II Hohenstaufen.

La hipòtesi dels lemniscs o hipòtesi de l'origen vaticanoaragonès és una hipòtesi sobre els possibles antecedents emblemàtics preheràldics del Senyal Reial formulada per l'historiador Guillermo Fatás Cabeza que es basa en la relació de vassallatge establerta entre el rei Sanç I d'Aragó i Pamplona i la Santa Seu. Basant-se en aquest fet històric, i segons la premissa que els colors papals ja eren al segle xi el roig i daurat, Fatás formula la hipòtesi que els reis d'Aragó de la dinastia Ximena haurien adoptat aquests colors com a emblemes propis abans que aparegués l'evidència històrica més antiga que existeix sobre el Senyal dels Quatre Pals: l'escut que porta Ramon Berenguer IV en un segell que valida un document del 2 de setembre de 1150.
Una hipòtesi equivalent, però de signe contrari, és la que es basa en les pintures dels sepulcres comtals de la catedral de Girona (vegeu Hipòtesi dels sepulcres comtals de la catedral de Girona).

## Hipòtesi dels lemniscs

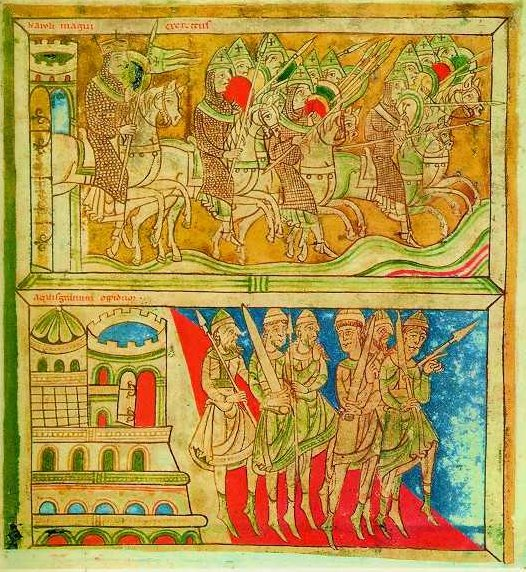
Miniatura del que representa Carlemany portant la bandera papal, una creu.
(Còdex Calixtinus-Liber Sancti Iacobi, f. 162v, s.n., Santiago de Compostela, Archivo de la Catedral)

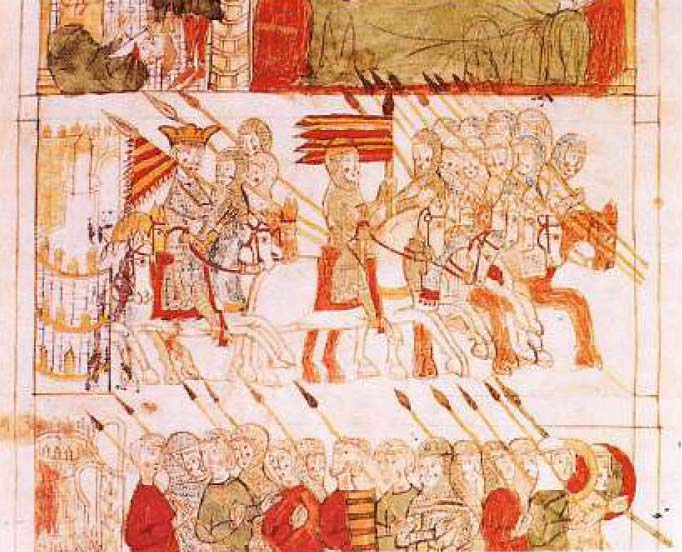
La mateixa escena en còpia del.
La bandera papal portada per l'emperador Carlemany és aleshores de roig i daurat.
(Còdex Calixtinus-Liber Sancti Iacobi, f.90, ms. 2631, Biblioteca General Histórica de la Universidad de Salamanca)

Tot i restar transcendència a l'origen del senyal heràldic dels quatre pals, Guillermo Fatás Cabeza també es pregunta el perquè el mateix Ramon Berenguer IV, o algun dels anteriors reis d'Aragó i Pamplona, haurien escollit els pals d'or i gules com a emblema. Per a respondre a aquesta qüestió Fatàs formulà la hipòtesi dels lemniscs (1990) segons la qual l'origen del senyal heràldic dels quatre pals es basaria en la relació de vassallatge existent entre el regne d'Aragó i la Santa Seu. Per a bastir la hipòtesi, Fatás reciclà un estudi de l'any 1928 de l'historiador alemany Paul Fridolin Kehr.
L'historiador alemany tracta d'esbrinar quan i com el regne d'Aragó esdevingué feudatari de la Santa Seu i se centra en l'estudi d'un decret del papa Gregori VII adreçat al bisbe d'Osca García Ramírez, fill de Ramir I d'Aragó. El Sant Pare, després d'agrair a Ramir I d'Aragó el fet d'haver-se declarat tributari de la Santa Seu i haver estat també el primer a prohibir la missa segons el ritu hispà i introduir el ritu romà, accedeix a les súpliques del bisbe i estableix per a l'església de Jaca diversos privilegis. Un cop exposat el contingut, Kehr desgrana els nombrosos errors que hi ha al decret papal, concretant que ni fou Ramir I d'Aragó qui s'infeudà a la Santa Seu, ni fou tampoc qui introduí el ritu del pontifical romà; així mateix, Paul Fridolin Kehr indica que l'original del decret es troba a la Catedral de Jaca, que la butlla de plom ja no existeix, i que només queden uns fils de seda grocs i vermells dels quals penjava; aquests feixos de fils són anomenats lemniscs.
A partir d'aquesta dada circumstancial, «només queden uns fils de seda grocs i vermells dels quals penjava», Fatás estableix la premissa que ja el 1063 aquests eren els colors emblemàtics de la Santa Seu. I basant-se en aquesta premissa, estableix la hipòtesi que el rei Sanç I d'Aragó i Pamplona (1045–1094), en declarar-se vassall de la Santa Seu, hauria adoptat els colors de la Santa Seu com a propis.
| «                                                                               | Quant a l'origen, res en sabem del cert. La hipòtesi més versemblant és la dependència molt reculada en el temps, que l'acabat de néixer i diminut Regne d'Aragó tingué amb la Santa Seu. Des de Sanç Ramires (el segon rei) en endavant, els sobirans aragonesos prestaran submissió i tribut d'or als papes a canvi de la seva protecció moral davant els seus poderosos veïns. […] I està ben comprovat que l'emblema de la cancelleria papal era una cinta o lemnisc de fils de seda grocs i vermells, o sigui, amb els colors heràldics de Roma, que ho continuen essent avui en dia. […] Aquesta és, de moment, la suposició més acceptable respecte l'origen de les barres d'Aragó, [...] | » |
| — Guillermo Fatás Cabeza, La bandera y el escudo de Aragón (1990); pàg. 187-188 | |   |

En l'edició del 1990 Fatás no dona cap referència respecte que «l'emblema de la cancelleria papal era una cinta o lemnisc de fils de seda grocs i vermells»; no serà fins a l'edició del 1995, publicada conjuntament amb l'heraldista aragonès Guillermo Redondo Veintemillas, en la nota 68, quan Fatás dona com a referència d'aquesta afirmació l'estudi de Paul Fridolin Kehr, pàg. 292, quan en realitat, en l'estudi de Fridolin no s'hi diu res d'aquesta índole.
La hipòtesi dels lemniscs no fou arguïda ni pel mateix Fatás en l'edició del 2000, ha estat sempre ignorada pels heraldistes aragonesos Faustino Menéndez Pidal de Navascués i Alberto Montaner Frutos, i és menystinguda per l'historiador Juan José Sánchez Badiola (2010), qui afirma que «la tesi d'un origen pontifici ha de reconèixer-se que compta amb molt pocs arguments a favor seu ja que, malgrat que els colors groc i vermell eren emprats per la cancelleria pontifícia, poc més pot treure-se'n».

## L'emblemàtica Papal
Respecte a l'emblemàtica de la Santa Seu i pel que fa concretament als lemniscs de les butlles pontifícies, Juan Jáuregui Adell (2004) recopilà 47 referències de butlles papals compreses entre els anys 1002 i 1198, de les quals 36 portaven lemniscs de fils de seda. D'aquestes, 11 eren només de color groc, 9 eren de barreges de colors verd, groc, blau, roig i blanc, 8 eren només de color roig, i tan sols les altres 8 restants presentaven lemniscs de color roig i daurat. Pel que fa a la bandera papal, diversos estudis mostren que al rei Sanç I d'Aragó i Pamplona no li hauria calgut recórrer al subterfugi dels lemniscs si hagués volgut inspirar-se en la bandera papal, el «vexillum Sancti Petri Apostoli» o «vexillum Crucis», ja que la va poder veure durant la croada de Barbastre del 1064, portada pel gonfanoner de l'Església Guillem de Montreuil; dos anys després, el 1066, aquesta mateixa bandera papal seria portada per Guillem el Conqueridor durant la conquesta d'Anglaterra; al Tapís de Bayeux es documenta que aquesta bandera era una creu; de la mateixa manera, al segle xii, una miniatura del Codex Calixtinus-Liber Sancti Iacobi representa a Carlemany portant la bandera papal, una creu. Pel que fa a l'umbraculum o pavelló papal roig i daurat, els registres documentals en remunten l'origen vers el segle xiii, recollint-se en la part de la Gesta Comitum Barchinonensium redactada entre el 1214 i el 1218 la llegenda que fou arran de la coronació del rei Pere II d'Aragó «el Catòlic» (1178- 1213) a Roma, que fou el Papa qui es decidí a adoptar els colors roig i daurat del Senyal Reial, i no a l'inrevés: «E per aquesta devoció lo Pare Sant per honor de la casa d'Aragó constituí que ell et tots sos succehidors levassen I papallo feyt a senyal del rey d'Aragó».